# 子彈蟻
子彈蟻（学名：Paraponera clavata）是一種螞蟻，只居住在中南美洲。
子彈蟻的體型可超過2.5公分，是世界上體形最大的螞蟻之一。由於被兇狠的針一下的話就會感受到好像被子彈打到的那種疼痛，被冠以子彈蟻這樣的稱呼。子彈蟻能掠食像小型蛙的獵物，即使只有一隻也可以捕食比自身大好幾倍的昆蟲。唯一的剋星是比較小的寄生蠅。牠也是世界上被咬到最痛的昆蟲。
巴西亞馬遜州的Mawé族原住民會將子彈蟻放入竹編手套，用於成年男性的成年禮中。只有扛过了被子弹蚁蛰伤的剧痛感，他们才会被冠以真男人的称号，并且被允许与女人结婚

## 描述
工蟻的體長約為 18—30 mm（0.7—1.2英寸），外型類似帶有紅色光澤的黑色粗壯無翼黃蜂。子彈蟻為掠食者，和其他較原始的螞蟻一樣，牠們的工蟻不具有多態性，而蟻后的體型也沒有較工蟻大。子彈蟻並非侵略性強的物種，但是牠們會極力保衛牠們的蟻窩，透過鳴喘發音發出警告並利用螫針攻擊入侵者。

### 婚飞
全年婚飞：
| X   | X   | X   | X   | X   | X   | X   | X   | X   | X    | X    | X    |
| 1月 | 2月 | 3月 | 4月 | 5月 | 6月 | 7月 | 8月 | 9月 | 10月 | 11月 | 12月 |

## 外部連結
- Brief article about Paraponera clavata （页面存档备份，存于）
- Short article on the bullet ant and poneratoxin （页面存档备份，存于）
- Giant tropical bullet ant, Paraponera clavata, natural history and captive management, article with images
- YouTube video of initiation ritual （页面存档备份，存于）
- Paraponera clavata （页面存档备份，存于） at AntWeb